# Зонски шаховски турнири
Зонски шаховски турнири су прва етапа такмичења за појединачног светског првака у шаху. Ови турнири се одржавају једном током сваког циклуса светског првенства у шаху у појединој зони. Број прво пласираних на зонским турнирима који иду у следећу фазу такмичења за светског првака одређује ФИДЕ за сваку зону посебно. Од 1947 до 1993. прво пласирани са зонских турнира учествовали су на  Међузонским турнирима у шаху као следећа етапа овог такмичења. Од 1997. су се пласирали директно у нокаут мечеве, а од 2005. на Светски куп у шаху.

### Први кораци
На Конгресу ФИДЕ 1946 год. одржаног у јулу, у месту Винтертур Швајцарска, њен председник Александер Риб је предложио да се ФИДЕ подели на географске зоне. Зоне би омогућиле децентрализацију управљања ФИДЕ и олакшале организацију квалификација за  светско првенство у шаху 
Тај предлог је накнадно одобрен 1947. на конгресу ФИДЕ у  Хагу. У почетку су зонски турнири требало да се одржавају у 8 зона које су укључивале све националне чланице ФИДЕ шаховске федерације. Зона се састојала од шаховских федерација неколико држава чланица, при чему су само САД, Канада и СССР имале посебну зону. У почетку, континенти Азија, Африка уопште нису имали своје зоне, јер или нису постојале шаховске федерације или нису биле чланице ФИДЕ.
Током 1947. свих 8 зонских турнира није одржано. Одржана су само два турнири: Хилверсум (Холандија) и Хелсинки. Стога је за први међузонски турнир ФИДЕ квалификациона комисија саставила списак од 20 учесника, међу којима су це нашли шампиони САД и  Канаде као и из Совјетског Савеза СССР Исак Болеславски, Игор Бондаревски,  Давид Бронштајн, Александар Котов, Андор Лилиентал (уместо Исак Кеждена, који је одбио да учествује), Вјачеслав Рагозин и Сало Флор.

## Циклус 1946-1948
У овом периоду док још нису била дефинисана правила о одржавању зонских турнира, одиграна су два у току 1946. године, који су сматрани зонским турнирима.
| Зона | Год  | Место     | Турнир        | Победник | + | − | = | Резултат |
| ---- | ---- | --------- | ------------- | -------- | - | - | - | -------- |
|      | 1946 | Гронинген | Зонски турнир |          |   |   |   |          |
|      | 1946 | Праг      | Зонски турнир |          |   |   |   |          |

## Циклус 1947—1951
| Зона            | Год  | Место     | Турнир           | Победник        | + | − | = | Резултат |
| --------------- | ---- | --------- | ---------------- | --------------- | - | - | - | -------- |
| средње-європска | 1947 | Хилверсум | Зонски турнир    | Алберик О’Кели  | 8 | 0 | 5 | 10½ з 13 |
| северна         |      | Хелсинки  | Зонски турнир    | Еро Бок         | 8 | 1 | 2 | 9 із 11  |
| САД             | 1946 | Њујорк    | Првенство САД    | Исак Кежден     |   |   |   |          |
| Канадска        | 1947 | Квебек    | Првенство Канаде | Дениел Јановски |   |   |   |          |

ФИДЕ није успела да одржи преостале зонске турнире и стога је квалификациона комисија одредила 16 учесника на међузонском турниру. Алберик О’Кели је одбио да учествује, Не очекујући нека посебна достигнућа од својих представника, Шаховска федерација САД није обезбедила учешће на турниру Исак Кеждену и Арнолд Денкер, а још више није претендовала да укључи кандидата Израел Хоровица. Квалификациона комисија, је укључивала представнике 11 националних федерација. Чланови комисије су представили листе на којима су бодовали кандидате, прво место 20 бодова, друго 19, треће 18 и тако редом. 
Квалификациона комисија је формирала следећи састав:
Главни састав:
| - 1. Мигел Најдорф - 2. Исак Болеславски - 3. Гидеон Столберг - 4. Сало Флор - 5. Ласло Сабо - 6. Александар Котов - 7. Вјечеслав Рагозин - 8. Лудек Пахман | - 9. Арнолд Денкер - 10. Игор Бондаревски - 11. Лајош Штејнер - 12. Ерих Елисказес - 13. Давид Бронштајн - 14. Петар Трифуновић - 15. Светозар Глигорић - 16. Савели Тартаковер |

Кандидати:
| - 17. Андре Лилиентал - 18. Геста Штолц - 19. Израел Хоровиц - 20. Ерик Лундин | - 21. Фолке Екстрем - 22. Осип Бернштајн - 23. Конел Александер - 24. Васја Пирц |

Остали кандидати::
| - 25. Владас Микенас - 26. Александар Толуш - 27. Јан Фолтис - 28. Хулио Болбоћан - 29. Герман Пилник | - 30. Естебан Канал - 31. Николај Новотелнов - 32. Олаф Барда - 33. Јенс Еневолсен - 34. Алеман |

## Циклус 1951—1953
Зоне (квалификани):
| - I Западноевропска (Глигорић, Унцикер, Матановић, Принс, Голомбек) - II Источноевропска и афричка (Пахман, Сабо, Барца, Штолц, Фолис) - III Азијска (Аустралија и Нови Зеланд) (Вејд) - IV СССР (Гелер, Котов, Авербах, Петросјан, Тајманов) | - V САД (Штајнер) - VI Канада (Вајтонис) - VII Централноамеричка (Санчес) - VIII Јужноамеричка (Болбоћан, Елисказес, Пилник) |

| Зона | Год  | Град             | Турнир               | Победник                      | +     | −   | =   | Резултат          |
| ---- | ---- | ---------------- | -------------------- | ----------------------------- | ----- | --- | --- | ----------------- |
| I    | 1951 | Бад Пирмонт      | Зонски турнир        | Светозар Глигорић             | 9     | 1   | 4   | 11 из 14          |
| II   | 1951 | Маријанске Лазње | Зонски турнир        | Л. Пахман                     | 10    | 0   | 6   | 13 од 16          |
| III  | 1952 | Азиска зона      |                      | Роберт Вејд                   |       |     |     |                   |
| IV   | 1951 | Москва           | 19-о првенство СССР  | П. Керес                      | 9     | 2   | 6   | 12 од 17          |
| V    | 1951 | Њујорк           | 8. првенство САД     | Герман Штајнер                |       |     |     |                   |
| VI   | 1951 | Ванкувер         | 47. првенство Канаде | Повилас Вајтонис              | 9     | 0   | 3   | 10½ од 12         |
| VII  | 1951 | Каракас          | Зонски турнир        | Луис Аугусто Санчез           |       |     |     |                   |
| VIII | 1951 | Мар дел Плата    | Зонски турнир        | Хулио Болбоћан Ерих Елисказес | 16 18 | 0 2 | 6 2 | 19 од 22 19 од 22 |

## Цикллус 1954—1956
Зонски турнири у Европи организовани су по новом систему одобреном на XXVII конгресу ФИДЕ. 
По овом систему, земље које у зонама представља више учесника не шаљу их на исти турнир (као што је то било раније), већ на сва три турнира, према утврђеној листи.
Зоне:
| - I - II - III - IV СССР | - V САД - VI Канада - VII |

- Каракас (Централноамеричка зона)

| Зона | Год  | Град                    | Турнир               | Победник                   | +   | −   | =   | Резултат      |
| ---- | ---- | ----------------------- | -------------------- | -------------------------- | --- | --- | --- | ------------- |
| I    | 1954 | Минхен                  | Зонски турнир        | В. Унцикер                 | 11  | 0   | 8   | 15 од 19      |
| III  | 1954 | Праг / Маријанске Лазње | Зонски турнир        | Л. Пахман                  | 12  | 1   | 6   | 15 од 19      |
| VII  | 1954 | Мар дел Плата           | Зонски турнир        | О. Пано                    | 14  | 0   | 7   | 17½ од 21     |
| VI   | 1954 | Каракас                 | Зонски турнир        | А. Медина                  |     |     |     | 10 од         |
| IV   | 1955 | Москва                  | 22. првенство СССР   | Е. Гелер                   | 10  | 5   | 4   | 12 од 19      |
| V    | 1954 | Њујорк                  | 9. првенство САД     | А. Бисгајер                | 7   | 0   | 6   | 10 од 13      |
|      | 1953 | Винипег                 | 52. првенство Канаде | Ф. Андерсон Д. А. Јановски | 7 6 | 1 0 | 0 2 | 7 од 8 7 од 8 |

## Циклус 1957—1959
Зоны:
| - I Западноевропска - II Централноевропска - III Источноевропски - IV СССР - V САД | - VI Канада - VII Централноамеричка - VIII Јужноамеричка - IX Азиска |

| Зона | Год       | Град           | Турнир               | Победник    | +  | − | = | Резултат  |
| ---- | --------- | -------------- | -------------------- | ----------- | -- | - | - | --------- |
| I    | 1957      | Вагенинген     |                      | Л. Сабо     | 10 | 0 | 7 | 13½ од 17 |
| II   | 1957      | Даблин         |                      | Л. Пахман   | 12 | 0 | 5 | 14½ од 17 |
| III  | 1957      | Софија         |                      | М. Филип    | 7  | 0 | 5 | 9½ од 13  |
| IV   | 1958      | Рига           | 25. првенство СССР   | М. Таљ      | 10 | 3 | 5 | 12½ од 18 |
| V    | 1957/1958 | Њујорк         | 12. првенство САД    | Р. Фишер    | 8  | 0 | 5 | 10½ из 13 |
| VI   | 1957      | Каракас        | Зонски турнир        | Б. де Грејф |    |   |   | 11 од     |
| VII  | 1957      | Рио де Жанеиро | Зонски турнир        | О. Пано     | 12 | 1 | 2 | 13 од 15  |
| VIII | 1957      | Ванкувер       | 54. првенство Канаде | П. Вајтонис |    |   |   | 8½ од 9   |
| IX   | 1957      | Багио Сити     | Зонски турнир        | Р. Кардосо  |    |   |   | 8 од      |

## Циклус 1960—1962
У то време, ФИДЕ је имала више од 50 шаховских федерација, које су биле подељене у 9 зона:
| - I Западноевропска - II Централноевропска - III Источноевропска - IV СССР - V САД | - VI Канада - VII Централноамеричка - VIII Јужноамеричка - IX Азијска - а. Јужна Азија и Пацифик - б. Западна и Централна Азија |

Од 1 до 4 учесника из сваке зоне се квалификовало на међузонски турнир.
| Зона | Год       | Место            | Турнир               | Квалификанти                                          | +       | −       | =       | Резултат                      |
| ---- | --------- | ---------------- | -------------------- | ----------------------------------------------------- | ------- | ------- | ------- | ----------------------------- |
| I    | 1960      | Мадрид           | Зонски турнир        | Светозар Глигорић Артуро Помар Лајош Портиш Јан Донер | 8 8 6 7 | 2 2 0 1 | 5 5 9 7 | 10½ из 15 10½ од 15 10½ од 15 |
| II   | 1960      | Берг ен Дал      | Зонски турнир        | Фридрик Олафсон                                       | 6       | 0       | 3       | 7½ од 9                       |
| II   | 1961      | Маријанске Лазње | Зонски турнир        | Фридрик Олафсон                                       | 10      | 0       | 5       | 12½ од 15                     |
| III  | 1960      | Будимпешта       | Зонски турнир        | Гедеон Барца                                          | 8       | 2       | 5       | 10½ од 15                     |
| IV   | 1961      | Москва           | 28. првенство СССР   | Тигран Петросјан                                      | 9       | 1       | 9       | 13½ од 19                     |
| V    | 1960/1961 | Њујорк           | 13. првенство САД    | Боби Фишер                                            | 7       | 0       | 4       | 9 од 11                       |
| VI   | 1959      | Монтреал         | 55. првенство Канаде | Дениел Јановски                                       |         |         |         | од                            |
| VII  | 1960      | Каракас          | Зонски турнир        | Мигел Куелар                                          |         |         |         | 7½ од                         |
| VIII | 1960      | Сао Пауло        | Зонски турнир        | Хулио Болбоћан                                        | 11      | 1       | 5       | 13½ од 17                     |
| IXа  | 1960      | Сиднеј           | Зонски турнир        | Сесил Пурди                                           |         |         |         | 7 од                          |
| IXб  | 1961      | Мадрас           | Зонски турнир (меч)  | Мануел Арон                                           | 3       | 1       | 0       | 3 од 4                        |
| IX   | 1961      | Мадрас           | Азиска зона плеј-оф  | Мануел Арон                                           | 3       | 0       | 0       | 3 од 3                        |

## Циклус 1963—1966
Зоне:
| - I Западноевропска - II Централноевропска - III Источноевропска - IV СССР - V САД | - VI Канада - VII Централноамеричка - VIII Јужноамеричка - IX Азијска - а. Јужна Азија и Пацифик - б. Западна и Централна Азија |

| Зона | Год       | Место      | Турнир               | Квалификанти                                        | +      | −     | =       | Резултат                    |
| ---- | --------- | ---------- | -------------------- | --------------------------------------------------- | ------ | ----- | ------- | --------------------------- |
| I    | 1963      | Енсхеде    | Зонски турнир        | Светозар Глигорић Клаус Дарга Левенте Ленђел        | 9 9 9  | 0 1 1 | 7 8 8   | 12½ од 16 12 од 16 12 з 16  |
| II   | 1963      | Хале       | Зонски турнир        | Лајош Портиш Бент Ларсен Борислав Ивков             | 9 11 6 | 0 4 1 | 10 4 12 | 14 од 19 13 од 19 12 од 19  |
| III  | 1964      | Кечкемет   | Зонски турнир        | Грегори Трингов Иштван Билек Лудек Пахман           | 7 6    | 1 2   | 7       | 10½ од 15 9½ од 15 9½ од 15 |
| IV   | 1964      | Москва     | Зонски турнир        | Борис Спаски Леонид Штајн Давид Бронштајн           | 4 2    | 2 1   | 6 9     | 7 6½ 6½                     |
| V    | 1962/1963 | Њујорк     | 15. првенство САД    | Боби Фишер одустао кандидати Еванс, Бенко, Решевски |        |       |         |                             |
| VI   | 1963      | Винипег    | 57. првенство Канаде | Дениел Јановски одустао заменио га Звонко Вранешић  |        |       |         |                             |
| VII  | 1963      | Хавана     | Зонски турнир        | Франсиско Перес                                     | 3      | 0     | 4       | 5 од 7                      |
| VIII | 1963      | Форталеза  | Зонски турнир        | Хектор Росето Алберто Фогелман Оскар Кињонес        | 10 9 8 | 1 2   | 4 5     | 12 од 15 11 од 15 10½ од 15 |
| IXа  | 1963      | Џакарта    | Зонски турнир        | Бела Бергер                                         | 4      | 1     | 3       | 5½                          |
| IXб  | 1964      | Улан Батор | Зонски турнир        | Јозеф Порат                                         |        |       |         | 6½                          |